# Hermine Fiala

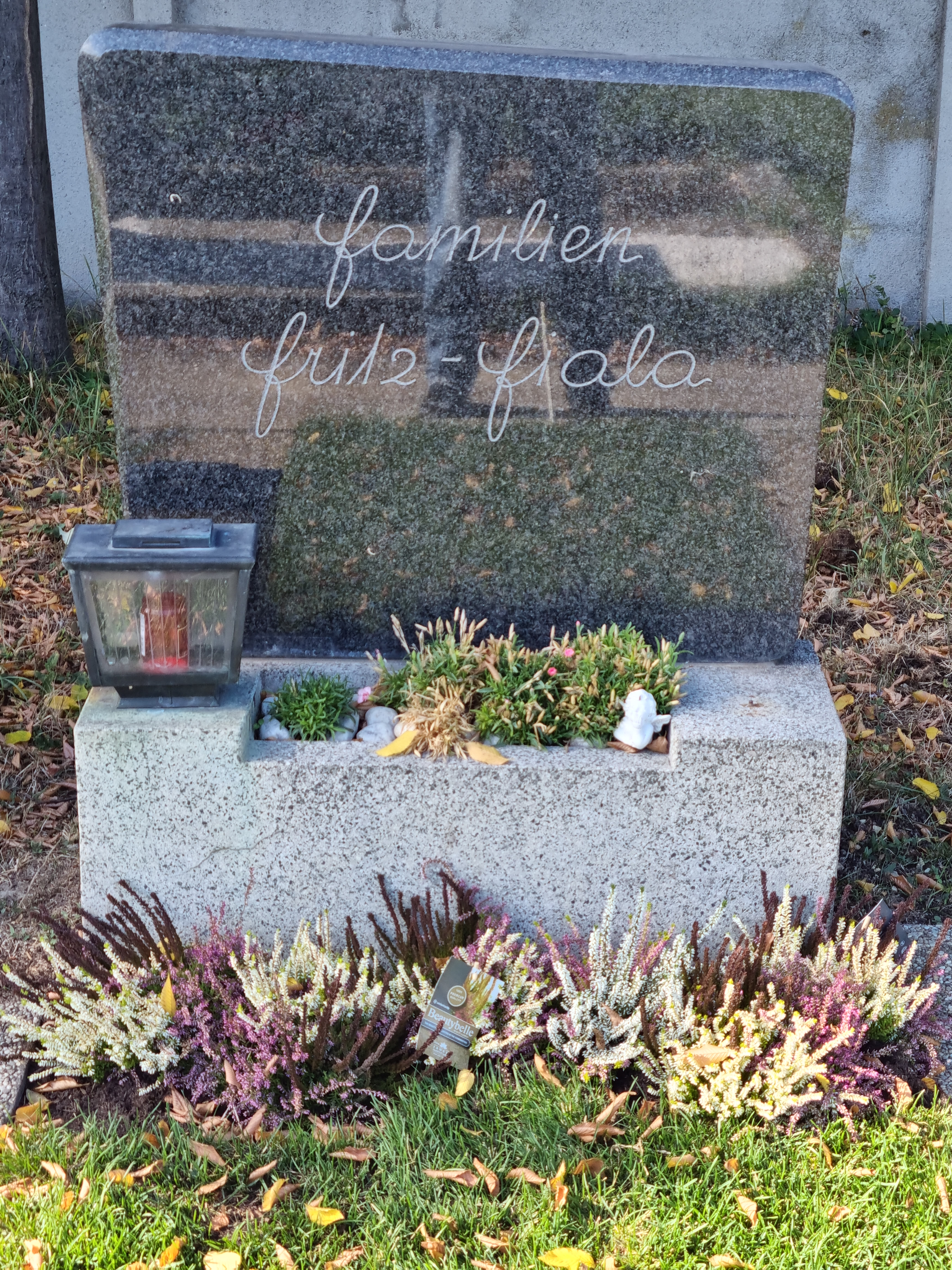
Grab von Hermine Fiala am Inzersdorfer Friedhof

Hermine Fiala (* 23. September 1930; † 2. Juni 1979 in Wien) war eine Abgeordnete im Wiener Gemeinderat.
Die gelernte Kaufmannsgehilfin engagierte sich früh in der Sozialistischen Jugend, später in der Volksbildung – Hermine Fiala war u. a. auch Präsidentin des „Vereins Volkshochschule Favoriten“ – und war als Referentin der Baugenossenschaft „Junge Generation“ beschäftigt. Von 1966 bis zu ihrem frühen Tod war Hermine Fiala Abgeordnete im Wiener Landtag.
Die in den Jahren 1980 bis 1982 errichtete Wohnhausanlage der Gemeinde Wien in der Laxenburger Straße 90 in Favoriten wurde 1983 Hermine-Fiala-Hof benannt. Sie wurde am Inzersdorfer Friedhof bestattet.

## Belege
1. ↑  Wohnhausanlage Hermine-Fiala-Hof. Wiener Wohnen, abgerufen am 5. April 2014.
2. ↑  Grabstelle Hermine Fiala (Seite nicht mehr abrufbar, festgestellt im Juni 2025. Suche in Webarchiven)  Info: Der Link wurde automatisch als defekt markiert. Bitte prüfe den Link gemäß Anleitung und entferne dann diesen Hinweis., Wien, Inzersdorfer Friedhof, Gruppe 20, Reihe 25, Nr. 14.

| Personendaten    | Personendaten                                    |
| ---------------- | ------------------------------------------------ |
| NAME             | Fiala, Hermine                                   |
| KURZBESCHREIBUNG | österreichische Abgeordnete, Landtagsabgeordnete |
| GEBURTSDATUM     | 23. September 1930                               |
| STERBEDATUM      | 2. Juni 1979                                     |
| STERBEORT        | Wien                                             |